# Melltorpssjö
Melltorpssjö är en sjö i Vårgårda kommun i Västergötland och ingår i Göta älvs huvudavrinningsområde.